# 巴爾幹金吉鱸
巴爾幹金吉鱸為輻鰭魚綱鱸形目鱸亞目河鱸科的其中一種，分布於歐洲瓦爾達爾河流域，體長可達15.5公分，棲息在中底層水域。